# Balluta Bay
Balluta Bay – zatoka na północno-wschodnim wybrzeżu Malty. Nad zatoką położona jest miejscowość St. Julian’s. Jest  popularnym miejscem rekreacyjnych aktywności takich jak pływanie, nurkowanie i inne sporty wodne. Znajduje się tu wiele plaż m.in.: Tigne, Qui si-Sana, Għar id-Dud i Fond Għadir. Wzdłuż wybrzeża zatoki wytyczona jest promenada z wieloma barami i restauracjami. 